# Philippe Vercruysse
Philippe Vercruysse (Saumur, Francia, 28 de enero de 1962) es un exfutbolista francés que jugaba como centrocampista.

## Selección nacional
Fue internacional con la selección de fútbol de Francia en 12 ocasiones y convirtió un gol. Formó parte de la selección que obtuvo el tercer lugar en la Copa del Mundo de 1986.

### Participaciones en Copas del Mundo
| Mundial                        | Sede   | Resultado    | Partidos | Goles |
| ------------------------------ | ------ | ------------ | -------- | ----- |
| Copa Mundial de Fútbol de 1986 | México | Tercer lugar | 3        | 0     |

## Clubes
| Club                  | País           | Año       |
| --------------------- | -------------- | --------- |
| RC Lens               | Francia        | 1980-1986 |
| Girondins de Burdeos  | Francia        | 1986-1987 |
| RC Lens               | Francia        | 1988      |
| Olympique de Marsella | Francia        | 1988-1991 |
| Nîmes Olympique       | Francia        | 1991-1993 |
| Girondins de Burdeos  | Francia        | 1993-1994 |
| FC Metz               | Francia        | 1994-1995 |
| FC Sion               | Suiza          | 1995-1996 |
| RC Lens               | Francia        | 1997      |
| Al-Hilal FC           | Arabia Saudita | 1997-1998 |
| Étoile Carouge FC     | Suiza          | 1998-2000 |

## Palmarés

### Campeonatos nacionales
| Título                 | Club                  | País           | Año  |
| ---------------------- | --------------------- | -------------- | ---- |
| Division 1             | Girondins de Burdeos  | Francia        | 1987 |
| Copa de Francia        | Girondins de Burdeos  | Francia        | 1987 |
| Division 1             | Olympique de Marsella | Francia        | 1989 |
| Copa de Francia        | Olympique de Marsella | Francia        | 1989 |
| Division 1             | Olympique de Marsella | Francia        | 1990 |
| Division 1             | Olympique de Marsella | Francia        | 1991 |
| Copa Suiza             | FC Sion               | Suiza          | 1996 |
| Liga Profesional Saudí | Al-Hilal FC           | Arabia Saudita | 1998 |

### Copas internacionales
| Título                             | Club        | Sede | Año  |
| ---------------------------------- | ----------- | ---- | ---- |
| Copa de Clubes Campeones del Golfo | Al-Hilal FC | Omán | 1998 |